# Benque
Benque (okzitanisch: Benca) ist eine französische Gemeinde mit 175 Einwohnern (Stand 1. Januar 2022) im Département Haute-Garonne in der Region Okzitanien (zuvor Midi-Pyrénées). Die Einwohner werden als Benquois bezeichnet.

## Geographie
Nachbargemeinden sind: Peyrissas, Lussan-Adeilhac, Samouillan, Bachas, Alan, Montoulieu-Saint-Bernard, Boussan und Eoux.

## Bevölkerungsentwicklung
| Jahr                       | 1962 | 1968 | 1975 | 1982 | 1990 | 1999 | 2010 | 2017 | 2019 |
| -------------------------- | ---- | ---- | ---- | ---- | ---- | ---- | ---- | ---- | ---- |
| Einwohner                  | 273  | 231  | 202  | 168  | 170  | 154  | 163  | 162  | 166  |
| Quellen: Cassini und INSEE |      |      |      |      |      |      |      |      |      |

## Sehenswürdigkeiten
- Kirche Saint-Jean-Baptiste
- Kapelle Tourette
- Schloss